# West Halton
West Halton est une paroisse civile et un village du Lincolnshire, en Angleterre.